# هدسون هوك
هدسون هوك (بالإنجليزية: Hudson Houck)‏ هو لاعب كرة قدم أمريكية أمريكي، ولد في 7 يناير 1943 في لوس أنجلوس في الولايات المتحدة.